# Ahmed Bukhatir
Ahmed Bukhatir (in arabo أحمد بوخاطر‎?) (Sharjah, 16 ottobre 1975) è un cantante, senatore, imprenditore e autore emiratino.

## Biografia
Ahmed Bukhatir è nato a Sharjah, città degli Emirati Arabi Uniti. È il quinto di dieci figli. Suo padre è Abdul Rahman Bukhatir, un uomo d'affari di successo durante il boom economico che si è verificato negli Emirati Arabi Uniti negli anni '70 e '80. Da bambino Bukhatir ha trascorso diversi anni in un centro islamico di Sharjah per imparare le regole della recitazione coranica chiamata Tajwid. Bukhatir ha iniziato a cantare professionalmente all'età di 20 anni, e ha pubblicato il suo primo album nel 2000 intitolato Entasaf Al-Layl. Nel corso della sua carriera discografica ha continuato a cantare senza strumenti musicali secondo la legge islamica della Sharia. Oltre ai nasheed islamici, Ahmed esegue anche nasheed che mettono in evidenza i problemi della comunità.

### Carriera commerciale
Ahmed Bukhatir si è laureato nel 1999 presso l'Università di Scienze e Tecnologie di Al Ain. All'età di 29 anni diventa amministratore delegato di Promax ME. Attualmente è presidente del gruppo Mcfadden Group of Companies. In politica, è stato nominato dal governatore di Sharjah per diventare membro del Consiglio di Sharjah come senatore. È l'ambasciatore del marchio "Du Telecom", una società di telecomunicazioni degli Emirati Arabi Uniti.

## Discografia
Ahmed Bukhatir ha pubblicato diversi album in inglese, arabo e francese.
| Anno | Titolo             | Lista tracce |
| ---- | ------------------ | --- |
| 1999 | Entasaf Al-Layl    | - Entasaf Al Layl - Ajaban - Kam Tashtaki |
| 2000 | Al Quds Tunadeena  | - Al-Qudsu Tunadeena - Waqafa Al Teflo - Taweel Alshawq - Nasheed Ramadaan - Zayed Al Khair                                                                               |
| 2002 | Fartaqi            | - Ya Adheeman - Al Hijab - Al Qur'an - Dar Al Ghorour - Fartaqi - Talib Al Ilm - Ya Eid - Ya Man Yara                                                                     |
| 2003 | Samtan             | - Ummi - Nasheed Al Shariqah - Mobheron - Lenantaleq - Kayfa Anzahoo - Last Breath                                                                                        |
| 2005 | Da'ani             | - Da'ani - Thalaseemia - It's Time - Iqra - Naseem Al Shawq - Forgive Me - Ya Akhi - Zawjati                                                                              |
| 2007 | Hasanat            | - Ya Bunaya - Sunna' Al Hayat - Don't Let Me Go! - Ayuhal Hadi - Hijab - Khair Al Khalq - Allah Almighty - Hasanat - Atfalana - I Still Ask                               |
| 2010 | Moments with Allah | - Remember Them - Donyal Bashr - Hold these days - La ilaha il Allah - Moth Arafto Allah - Nihayat Ghorba - Pourquoi les hommes pleurent - Udata Durra - Ya ilahi - Yosif |

## Esibizioni e concerti
Bukhatir si è esibito per la prima volta nel 2002. Si è esibito al concorso "Holy Qura'an" a cui hanno partecipato Mohammed Bin Rashid Al Maktoum e lo Sheikh Abdul Abdul Rahman Al Sudais, l'imam della Grande moschea della Mecca, in Arabia Saudita. Ahmed ha effettuato tournée in varie altre nazioni tra cui India, Sudafrica, Australia e, in particolare, all'evento Global Peace and Unity che si è tenuto a Londra, nel Regno Unito, nel 2006. Si è esibito a Londra, tra cui un concerto all'Excel Hall di Londra e al Natural History Museum di Londra. Il 3 luglio 2010, Ahmed si è esibito alla terza Conferenza annuale del "Journey of Faith" tenutasi a Toronto, nell'Ontario, in Canada. Il 4 aprile 2012 si è esibito in una serata di beneficenza per la Sightsavers Middle East foundation. Nell'aprile 2012 è apparso agli eventi sponsorizzati dalla Furqaan Academy di Dallas, Houston e Chicago, e a maggio si è esibito in eventi congressuali organizzati ad Hartford,  nel Connecticut. Nel maggio 2013, Bukhatir ha partecipato al Syria charity Dinner tour nel Regno Unito. Il tour è andato da Blackburn a Leicester e si è concluso a Birmingham. Nel marzo 2018, Bukhatir è stato nominato ambasciatore delle Scuole Internazionali di Scienze Creative negli Emirati Arabi Uniti. Lo stesso anno ha fatto il giro della Gran Bretagna in aprile. Includeva spettacoli a Blackburn, Dewsbury, Leicester, East London e Cardiff.